# Une vie violente (film, 2017)
Pour les articles homonymes, voir Une vie violente.
Pour plus de détails, voir Fiche technique et Distribution.
Une vie violente est un thriller dramatique français réalisé par Thierry de Peretti, sorti en 2017. Le film est librement inspiré de l'histoire de Nicolas Montigny, jeune militant nationaliste corse de Armata Corsa assassiné à Bastia en 2001.

## Synopsis
Stéphane, né à Bastia, retourne en Corse pour assister à l'enterrement de son ami d'enfance Christophe, compagnon autonomiste assassiné la veille. Stéphane se rappelle alors l'enchaînement des événements qui ont fait de lui un nationaliste radical, puis un clandestin.

## Fiche technique
- Titre original : Une vie violente
- Réalisation : Thierry de Peretti
- Scénario : Thierry de Peretti et Guillaume Bréaud
- Décors : Toma Baqueni
- Costumes : Rachèle Raoult
- Photographie : Claire Mathon
- Montage : Marion Monnier
- Musique : Frédéric Junqua
- Producteur : 
  - Coproducteur : Jean-Étienne Brat, Delphine Leoni, Olivier Père et Rémi Burah
  - Producteur délégué : Marie Lecoq et Frédéric Jouve
- Production : Les Films Velvet
  - Coproduction : Arte France Cinéma et Stanley White
- Distribution : Pyramide Distribution
- Pays d’origine :  France
- Format : couleur
- Genre : thriller dramatique
- Durée : 113 minutes
- Date de sortie : France : 9 août 2017

## Distribution
- Jean Michelangeli : Stéphane
- Henry-Noël Tabary : Christophe
- Cédric Appietto : Michel
- Marie-Pierre Nouveau : Jeanne
- Délia Sépulcre-Nativi : Raphaëlle
- Dominique Colombani : François (Jean-Michel Rossi)
- Paul Garatte : Marc-Antoine (François Santoni)
- Jean-Étienne Brat : Micka
- Anaïs Lechiara : Vanessa
- Paul Rognoni : Maître Patrice Giudicelli

## Accueil

### Accueil critique
L'accueil critique est positif : le site Allociné recense une moyenne des critiques presse de 3,7/5, et des critiques spectateurs à 3,5/5.